# 박서보
박서보(朴栖甫, 본명: 박재홍, 본명 한자: 朴在弘, 1931년 11월 15일~2023년 10월 14일)는 대한민국의 미술가이다.

## 생애
1931년 11월 15일 경상북도 예천에서 4남 2녀의 둘째 아들로 태어났다. 어려서 경기도 안성으로 이사했고, 부친이 대서소 일을 해서 경제적으로 큰 어려움 없이 컸다.

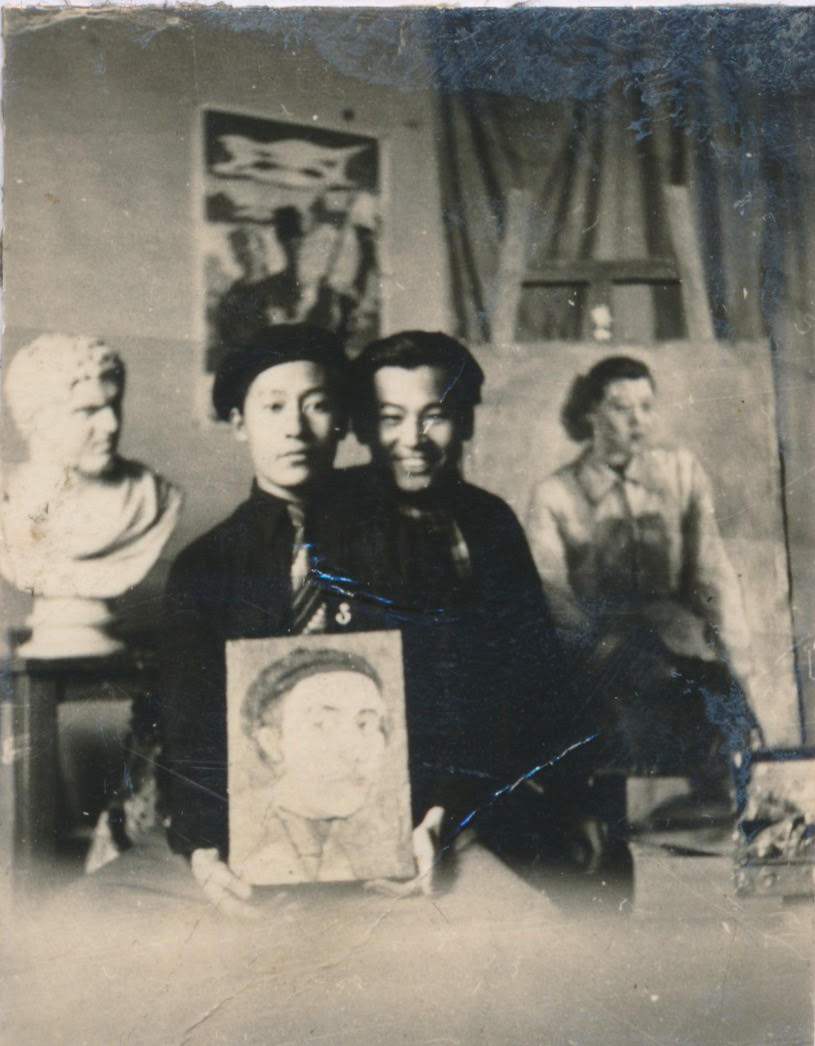
한국전쟁 중 부산에 전시학교를 운영했던 홍익대학교가 휴전 후 환도한 정부를 따라 서울 종로구로 이사를 왔다. 1953년 종로에 있던 홍익대학교 미술학부 교실에서 조각과 친구 배형식과 함께 자신이 그린 입체파 풍 자화상을 들고 포즈를 취한 23세의 박서보.

1950년 홍익대학 문학부 미술과에 동양화 전공 2기로 입학했다. 홍익대학교는 1949년 용산구 원효로의 흥국사라는 절 부근에서 문을 열었다. 당시 동양화 전공 교수로는 청전 이상범(李象範, 1897~1972)과 고암 이응노가 있었다. 하지만 바로 6.25 한국전쟁이 발발했고, 전쟁 중에 부친이 갑작스레 병사했으며, 박서보는 국민방위군으로 소집되어 피난민 행렬을 따라 홀로 남으로 내려가야 했다. 박서보가 부산으로 내려간 홍익대학 전시학교에 찾아갔을 때는 동양화 교수들이 전쟁 중에 학교로 돌아오지 않았다. 당시 서울대를 나와 홍익대학으로 온 김환기(金煥基, 1913-1974) 교수와 이종우(李鍾禹, 1899~1981) 교수가 서양화 교수로 있어 박서보는 전공을 바꿔 1952년 다시 2학년으로 등록했다. 1953년 휴전이 되고 환도 후 홍익대학 미술과는 서울 종로의 화신백화점과 YMCA 사이에 있던 장안빌딩 뒤 창고 건물로 옮겨왔다.
1954년 마지막 학기에는 학교 동기들과 함께 광주 육군보병학교에 입대해 장교 훈련을 받고 군대 문제를 해결했지만, 모집 당시의 약속을 번복하고 육군이 졸업식장에서 수료생들을 현역으로 바로 끌고가자 동기 이원용(李元鎔, 1930~, 예명 수헌)과 함께 본인들의 졸업식에 불참하고, 친구 맹인재(孟仁在, 1930~)가 둘을 위해 지어준 호 수헌(樹軒)과 서보(栖甫)를 하나씩 나눠 가진 뒤 1955년부터 본명을 버리고 둘 다 새 이름으로 생활했다. 1961년 박서보와 같은 처지의 보병학교 수료생들이 정부를 상대로 집단 소송을 걸어 전원 제대 통지를 받게 된 뒤에나 도망자의 삶이 끝났다.
박서보는 1956년 홍대에서 만난 이봉상 선생의 이름을 빌려 이봉상회화연구소란 이름의 화실을 운영했고, 이곳은 1957년부터 1960년까지 그가 그룹전을 함께 한 현대미술가협회(속칭 현대전) 동료들의 아지트로 활용되기도 했다. 또한 이곳에서 그는 평생의 반려자인 현재의 아내를 만나 1958년 12월에 결혼했고, 슬하에 2남 1녀를 두었다.
1962년부터 홍익대학교 미술대학 강사로 시작해 1997년 정년 퇴직을 할 때까지 박서보는 회화과 교수로 재직했다. 1970년대에는 한국미술가협회의 부이사장 및 이사장을 역임하며 현대미술 운동도 적극적으로 펼쳤다. 1980년대에는 안성군 공도면에 작업실을 짓고 작업에만 매진 했으나, 홍익대학교 미술대학장으로 있을 때 학생운동과 교내시위가 빈번하게 일어나자 학교 일에 붙들려 더 이상 안성 작업실에는 내려가지 못했다. 서울에서만 작업하고 있는 중에 돌보지 못한 안성 작업실에는 여러 차례 도둑이 들었고, 1996년 몰래 침입한 동네 청년들에 의해 불이 나는 바람에 그곳에 소장했던 많은 작품이 전소되었다. 초기 묘법 작품들의 많은 수가 거기서 사라졌다. 1997년 마포구 성산동에 새로 지은 작업실에 1994년에 설립한 재단법인 서보미술문화재단 사무실을 옮겼고 지금까지 그곳에서 운영되고 있다.
1994년 12월 64세의 나이에 심근경색으로 쓰러졌고, 2009년 11월 79세의 나이로 뇌경색으로 다시 쓰러졌다. 그럼에도 불구하고 계속 작업을 이어가서 2015년 소위 '단색화 열풍'이라고 부르는 상황을 맛보게 되면서 해외에까지 알려지게 되었고, 2019년 5월 국립현대미술관 서울관에서 89세의 나이로 생애 두 번째 회고전을 열게 되었다. 같은 해 9월에 후진양성을 위해 기지재단을 설립하였다. 기지재단은 2023년 3월에 재단 명칭을 박서보재단으로 변경하였다.

2023년 박서보 화백은 10월 14일 92세의 나이로 타계했다. 화백의 마지막 말은 내가 해야 할 것이 있으니 작업실에 캔버스를 배접 해놔라 였을 만큼 눈을 감기 전까지 작품에 대한 열정으로 가득 찼다.

## 작품활동

### 초창기

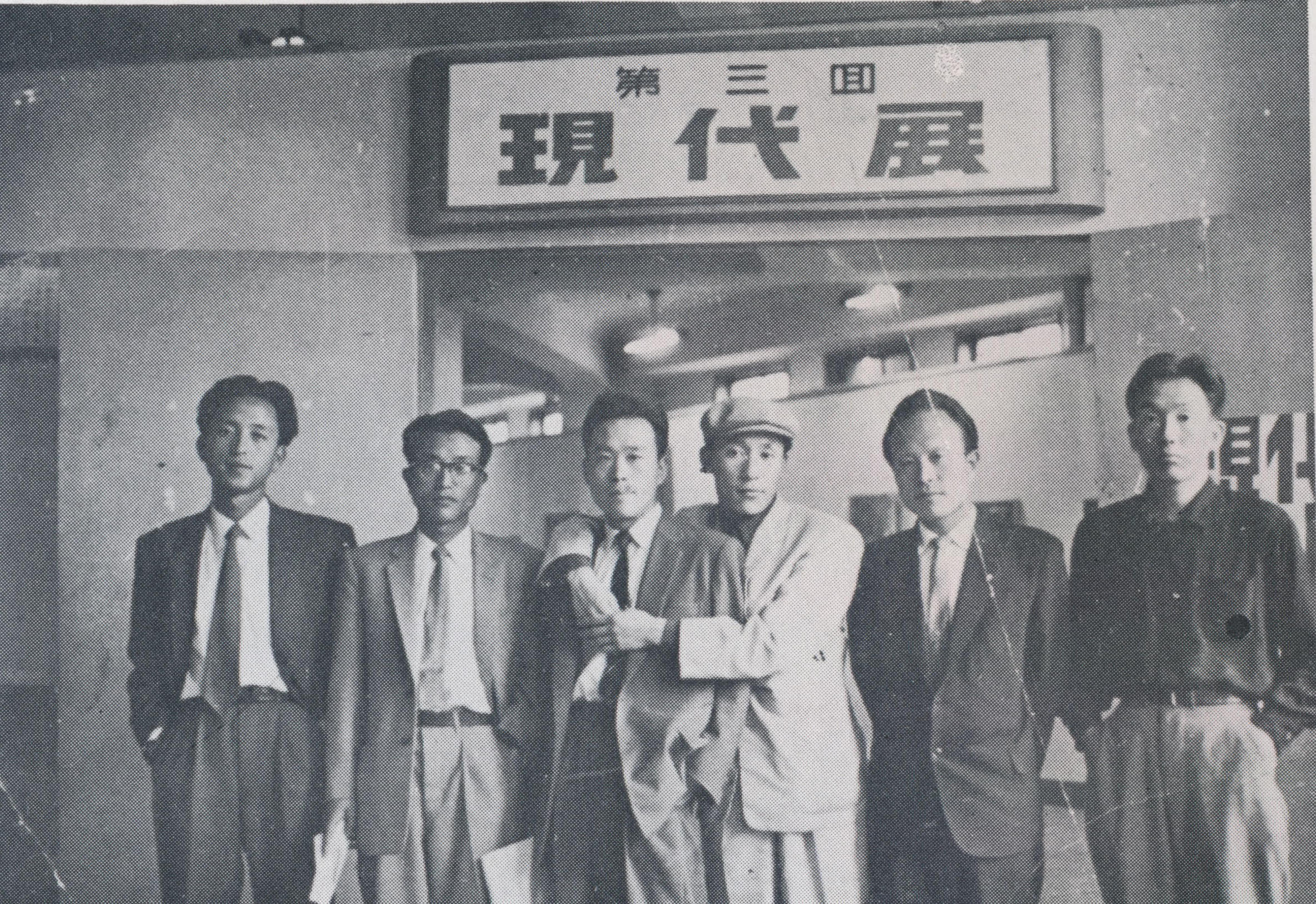
1958년 서울 화신백화점에서 열린 한국현대미술가협회의 제3회 현대전 전시장 입구에서 협회 친구들(좌로부터 하인두, 장성순, 김창열, 박서보, 전상수, 김청관)과 포즈를 취한 박서보. 김창열에게 어깨동무하고 있는 것이 28세의 젊은 박서보이다. 한국현대미술가협회(약칭 현대미협)에 박서보는 제2회 전시(1957)부터 제6회 전시(1960)까지 참여했고, 제5회 전시(1959)에는 불참했다.

박서보가 화단 활동을 시작한 것은 1950년대 중후반부터이다. 당시 미술계 유일의 등용문이었던 대한민국미술전람회(속칭 국전)은 그 중요성에도 불구하고 미술계의 반목과 편가르기, 기득권 챙기기의 양상을 보여주었다. 홍대를 졸업하기 전인 1954년에 박서보는 이미 제3회 국전에 출품하여 입선했고, 졸업 직후인 1955년에도 제4회 국전에 출품해 입선했다. 하지만 터무니 없게 전쟁을 겪은 젊은 박서보는 기성세대에 대한 강한 저항감으로 1956년 반(反)국전을 선언하며 홍대 동문인 문우식(文友植, 1932~2010), 김충선(金忠善, 1925~1994), 김영환(金永煥, 1927~2011)과 함께 동방문화회관에서 독립전을 열었다. 일년 뒤인 1957년에는 김창열(金昌烈, 1929~2021), 하인두(河麟斗, 1930~1989), 장성순(張成旬, 1928~), 김서봉(金瑞鳳, 1930~2005), 김청관(金靑鱹, ?~?), 라병재(羅炳宰, ?~?), 조동훈(趙東薰, ?~?), 이철_(화가)/이철(李哲, 1931~) 등이 만든 현대미술가협회에 합류하게 되었고, 이후 현대전이라고 불린 그들만의 그룹전을 2회부터 6회(1960년)까지 5회만 불참하고 연달아 참여하게 된다.
1958년 화신백화점에서 열린 제3회 현대전은 한국에 앵포르멜 미술이 시작된 기점으로 미술사에서 자주 언급된다. 박서보의 <회화 No.1>의 출품 때문이다. 같은 해 열린 제4회 현대전에서는 이른바 비정형이라고 하는 유럽의 앵포르멜과 미국의 추상표현주의를 혼합한 추상회화가 전면적으로 부상된다. 박서보와 현대전의 동료들은 "스스로 첨단을 걸으며 전위를 부르짖고 비형상주의를 자처하는 젊은 세대의 전위적 활동"에 매진하게 되고, 이후 몇년 간 그들의 앵포르멜적 행보가 지속된다. 박서보와 현대전 동료들의 초창기 작품들은 전후 사회의 어지러운 상황에서 보존되지 못해 남아 있는 것이 거의 없는데, 박서보의 초창기 작품 중 현재까지 남아 있는 것 중에는 <양지(陽地, Sunny Spot)>(1955년), <여인좌상>(1955), <닭>(1956), <회화 1-57>(1957), <No.18-59>(1959) 정도가 있다.
(화백의 타계이후 화백의 작업실 창고에서 유유제약에서 1962년 작가에게 캘린더에 사용하기 위해 청탁한 유화그림이 발견 되었다.)

### 원형질 시기

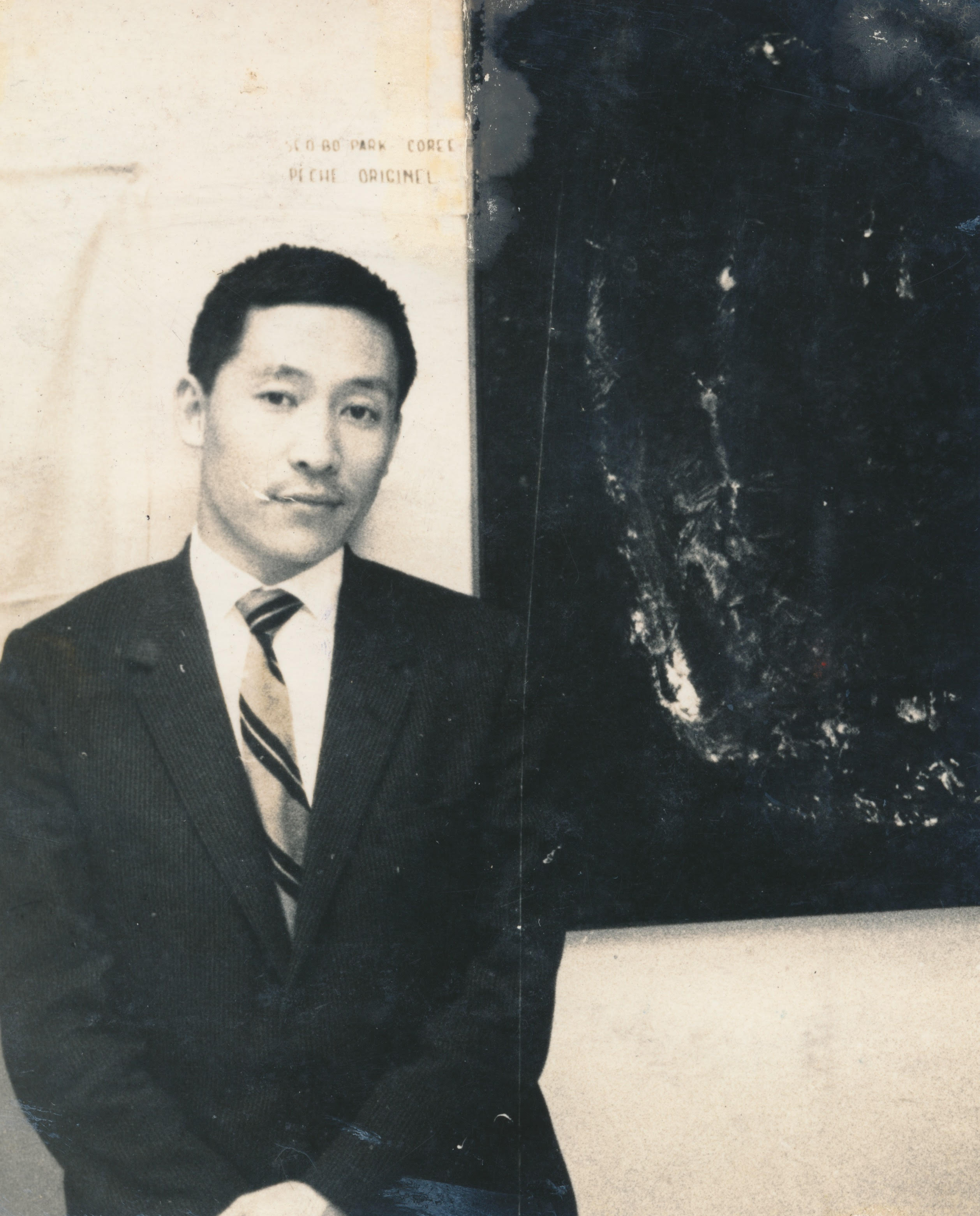
1961년 유네스코 후원 국제조형예술협회 프랑스 위원회가 주최한 '세계 청년화가 대회'에 한국 대표로 참가한 박서보가 세계 청년화가 대회 합동전시회에서 자신의 작품 '원죄(Péché originel) 앞에 서서 포즈를 취하고 있다.

1961년 유네스코 산하 국제조형예술협회(International Association Art)의 프랑스위원회에서 파리에서 개최할 파리 세계청년화가대회에 한국을 대표할 만 30세 이하 젊은 작가를 보내달라는 통보가 왔다. 대표작가로 프랑스에 가게 된 박서보는 회의가 연기되었다는 통지를 받지 못해 원래 한 달이었던 일정을 11개월로 늘려 파리에서 버텨야 했다. 이후 박서보는 작업에 변화를 겪게 된다. 이전 시기의 작업이 뿌리기와 흘러내리기에 주목하였다면, 파리에서 귀국 후 제작한 원형질이라고 부른 연작에서는 일상에서 나온 오브제를 태워 "화면 위에 형태를 쌓아 올린 후, 다시 팔레트 나이프로 깍거나 쓸어내리는 방법, 혹은 표면에 마대를 붙인 후 분출구 같은 구멍을 부분적으로 만들어 마티에르를 주는 방식"을 주로 썼다. 박서보 자신이 이 시기의 작품들에 대해 “대량학살, 집단 폭력으로부터의 희생, 정신적 핍박, 부조리, 불안과 고독 그리고 미래가 보이지 않는 암담함 속에서 자폭하듯 그렇게 결행한 산물”이라고 말했다. 원형질 연작은 1962년부터 1966년까지 제작되었다.
(원형질 연작은 초기작과 구작을 살펴보면 점점 뒤로 갈수록 맑은 색을 사용 한 것을 알 수 있다.)

### 유전질 시기
1960년대 후반 제작된 유전질 작업은 원형질 시리즈와는 인식론적으로나 감각적 측면에서 상반되는 기하학적 추상을 보이며 전통적인 오방색을 활용한다. 이 시기에 작가는 처음으로 한국의 전통에 대해 고민하기 시작한다. 하지만 곧이어 유전질 시리즈 내에서도 다시 변화를 보이는데, 기하학적 추상을 벗어나 인체라는 구상성을 확연히 드러내기 시작하고 에어 스프레이 기법을 활용하여 매끈한 질감의 팝아트적인 색채를 구사한다. 서구미술의 영향을 가장 많이 받은 시기라고 할 수 있다. 유전질 연작은 1970년 개인전을 통해 처음 소개되었고, 미술평론가들은 “옵아트적인 밝고 강한 각종 원색과 기술적으로 수련된 선”, “옷만 있고 사람은 없는 허상의 이미지” 혹은 현대적인 시각으로 잡은 현실의 일각” 등의 말로 평론했다. 특히 이 시기에 제작한 작품 중 실제 인체에 입힌 옷을 화학약품으로 굳혀 사람 없이 빈 껍데기만 입체로 제시해서 설치 작품인 허상 작품은 조지 시걸에게서 영향 받은 일상성을 반영하고 있다. 이 작업은 1970년 오사카 만국박람회의 한국관을 설계하고 그 내부 인테리어와 전시를 기획한 건축가 김수근의 요청을 받아 '허의 공간/유전인자와 공간'이란 이름으로 수십 개의 작품이 하늘을 향해 뛰는 모습으로 구현되었고, 일부는 모래와 함께 관을 설치해 묻기도 했다. 그것이 반정부적으로 읽혀 전시 중간에 박서보의 입체 작품들은 전부 철수 당한다. 허상을 포함한 유전질 시기는 1966년부터 1970년까지이다.
(초기묘법인 연필묘법이 시작할때 쯤 동시에 작업을 하였다.)

### 초기묘법 시기

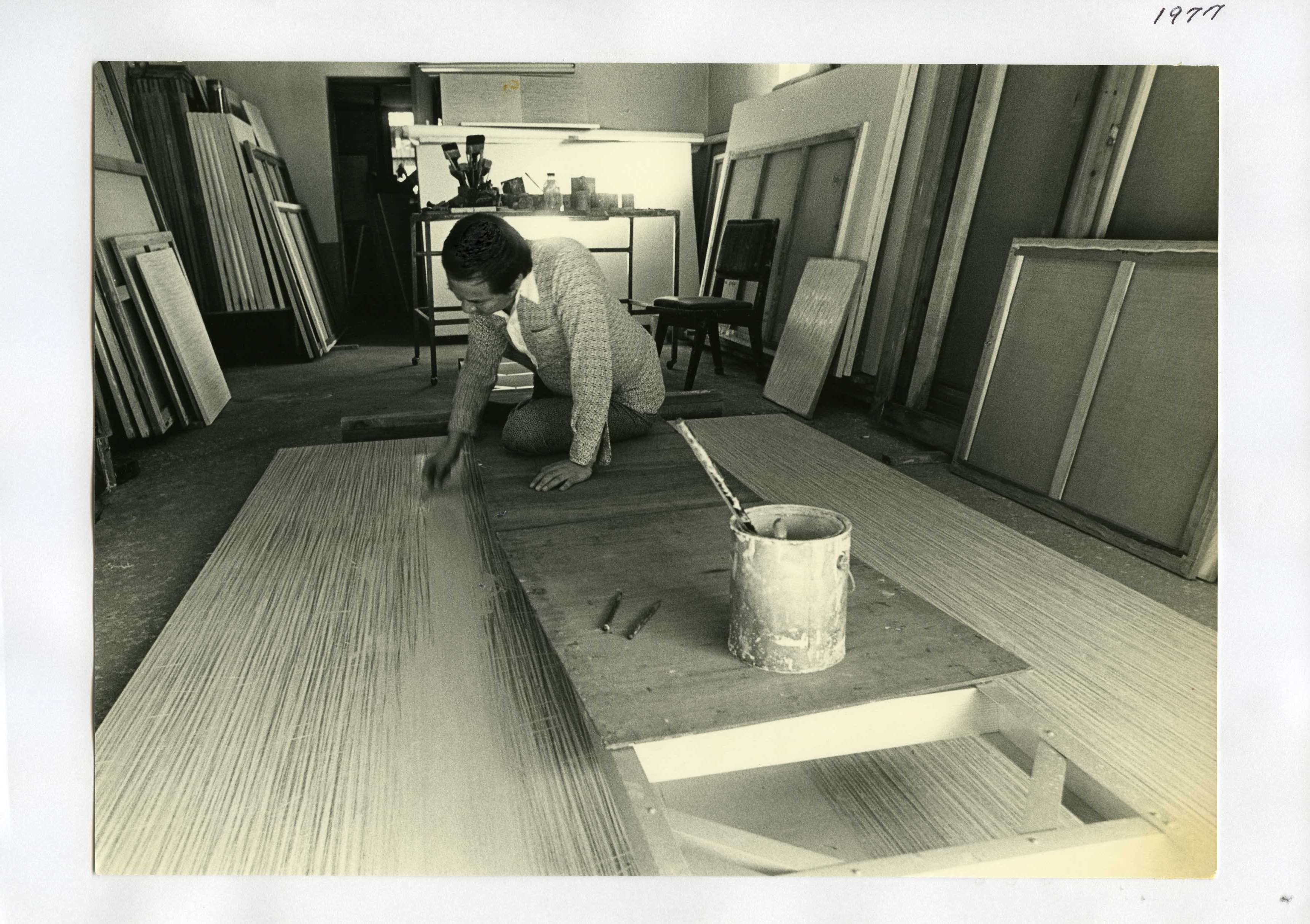
1977년 합정동 집 주차장을 개조해서 쓴 작업실에서 박서보가 알루미늄 사다리를 개조해서 만든 작업대 위에 앉아 흰색 유화물감을 바른 캔버스 위에 연필로 선을 그으며 '묘법' 작업 중이다.

박서보는 유전질 시기 중에 둘째 아들의 국어 공책 낙서에서 착안한 반복적인 연필긋기를 하고 있었다. 1967년의 첫 작품은 캔버스에 흰 유화물감을 바른 후 국어 공책의 방안지를 모방한 네모 칸을 연필 긋기로 채우는 식이었다. 이후 안료가 마르지 않은 상태에서 좀 더 자유롭게 선긋기를 진행했고, 화면에는 선과 연필의 필압에 의해 밀려나간 안료가 축적되기 시작했고 화면에는 작가의 신체호흡과 리듬감을 반영한 리드미컬하며 유연한 선이 뒤덮히게 되었다. 올오버 페인팅이 탄생했다. 이후 화면은 그리고 다시 덧바르고 그리기를 반복하는 방식으로 진행됨으로써 화면 위의 선은 여러 겹의 층위를 이루며 화면 속으로 수용되었다. 이 연필긋기 작품들은 1969년 일본에서 만난 이후 긴밀하게 교류해온 재일작가 이우환의 제안으로 일본 도쿄의 무라마츠 화랑에서 첫 개인전을 열어 선 보였다. 박서보는 이 시리즈에 묘법이라는 제명을 붙였고, 미술평론가 방근택의 제안을 받아 외국어 제목으로는 롤랑 바르트의 <0도의 글쓰기>에서 영감 받은 프랑스 단어 Ecriture를 채택했다. 이 초기 묘법 시리즈는 1967년부터 1986년까지 이어진다.

### 후기묘법 시기
후기 묘법은 1982년 박서보가 매체로서의 한지의 물성을 새롭게 발견하면서 시작된다. 서양 종이와 달리 안료를 흡수하여 일체화해 내는 한지 혹은 닥지의 특성은 자연의 일부로 살고자 하는 한국인의 자연관을 그대로 드러내는 것으로 이해되었고, 한지가 갖는 빛과 소리를 투과하는 특성은 모든 것을 받아들이고 태어나게 하는 어머니로서의 대지이자 자연으로 이해되며 상징화되었다. 작업은 초기 묘법과 동일하게 연필로 선을 긋는 방식으로 진행되지만, 한지가 갖는 침투성과 흡수성으로 인해 안료는 한지 속으로 스며들고, 작가는 여기에 반복적 행위를 매개로 화면에 개입해 들어감으로써, 작가의 행위와 종이의 물성이 일체화되어 화면 위 마티에르로 드러난다.
1982년부터 1993년까지를 일명 '지그재그' 시기라고 부르고, 1994년부터 2004년까지를 소위 '블랙 앤 화이트' 시기라고 부른다. 블랙이 화이트 계통의 작품보다 먼저 등장한다. '블랙 앤 화이트' 시기와 겹치게 2000년부터 작품에 레드가 등장하고, 이후 2018년까지 다양한 색상이 작업에 쓰였다. 한지를 이용한 묘법으로 넘어와 다양한 색상을 찾아나가기 시작하면서부터 박서보는 "그림은 치유의 도구가 되어야 한다"고 주장하기 시작했다.
박서보의 묘법 연작은 2015년부터 이전과 다르게 해외의 주목을 받기 시작했고, 소위 "단색화 열풍"이라고 말하는 미술시장의 관심사에 포함되었다.

## 미술운동

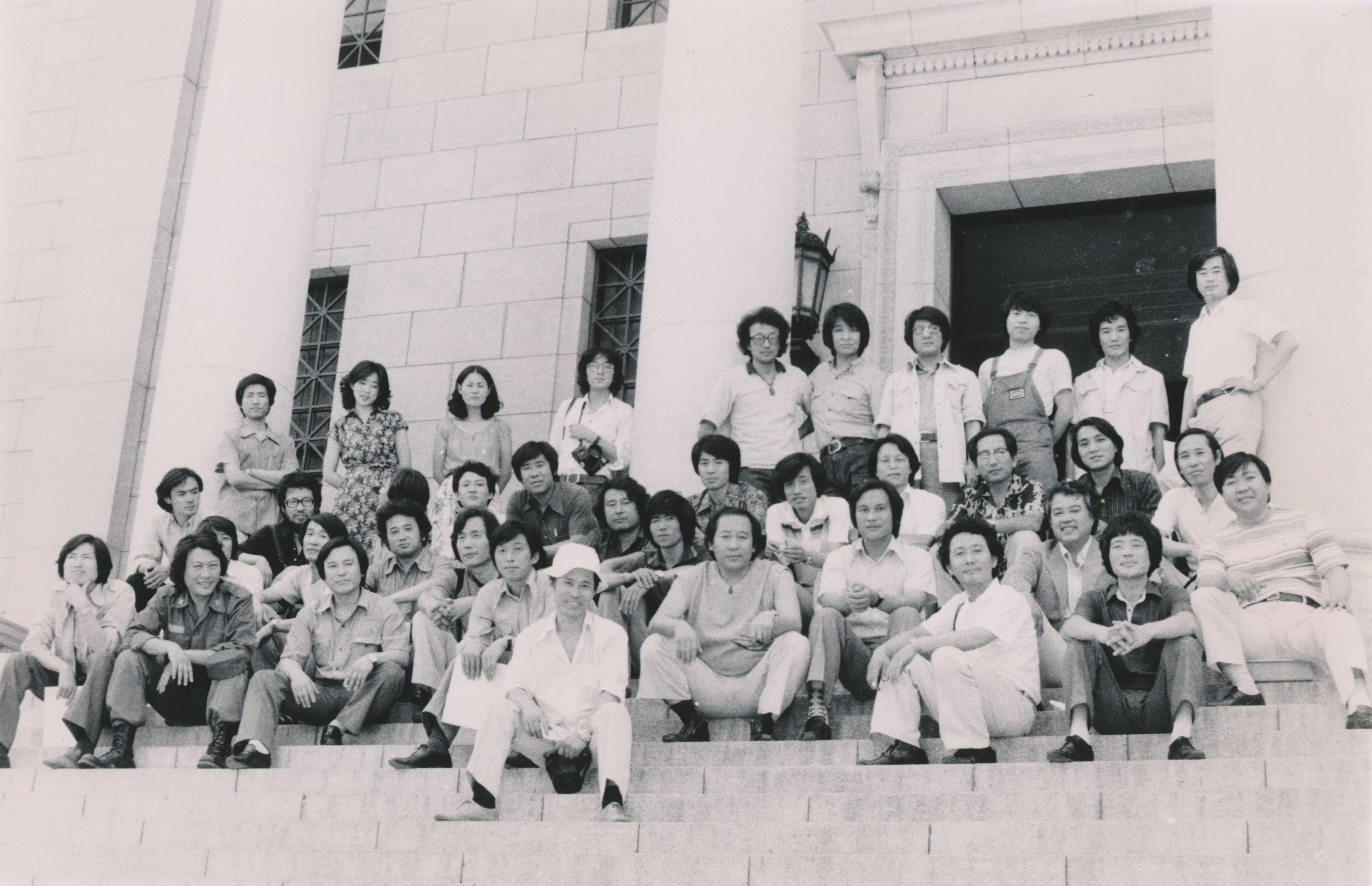
1975년 국립현대미술관-덕수궁관에서 열린 제1회 "에꼴 드 서울" 전 출품작가들과 함께 포즈를 취하고 있는 박서보 (맨 앞 가운데 흰 모자 쓴 사람 바로 오른쪽 뒷 사람). "에꼴 드 서울"은 박서보가 한국미술협회 부이사장으로 있을 때 현대미술운동의 일환으로 개인적으로 기획 및 추진한 새로운 형태의 연례전이다. 1999년에 24회로 해체되었다.

박서보는 1971년부터 한국미술협회의 국제담당 부이사장직을 맡아 자신을 비롯한 모노크롬 작가들의 여러 기획전과 해외교류전, 국제전, 개인전 등을 기획하고 국내ᆞ외에 알리는 예술행정가로서의 역할까지 수행했다. 현대미술의 혁신이 몇몇 전위 작가들만의 각성에 그치지 않게 하기 위해서는 그것을 현실적으로 정착시킬 제도적 발판이 필요하다고 본 그는 <앙데팡당>(1972), <현대미술제>(1975), <에콜 드 서울>(1975)의 3대 전시체제를 창설했다. 각각 현대미술의 신진작가를 발굴하고, 지역으로 확산하며, 우수한 예술적 성과를 집약하여 전시하는 대단위 연례 전시기구였다.<ref.>박서보, "현대미술과 나 II", <미술세계> 1989년 11월호, 106-108쪽.</ref> 1970년대 후반 미술운동가이자 대학교수, 화가로서 일인삼역을 동시에 수행하느라 분주한 그의 모습을 보고 한 기자는 “그의 인간적 저력과 정력이 격렬한 삼지창처럼 종횡무진 각 방향으로 그 힘을 발휘한다”고 소개했다.

## 평가
박서보는 '한국 단색화의 대부', '한국 아방가르드의 선구자'로 지칭되며, 1970년대 이후 한국 현대미술을 주도한 인물이다.
미네무라 도시아키는 "구미의 근대회화와는 근본정신부터가 차이가 나는 아시아 민족의 추상회화를 박서보가 만들어내고 있다"고 평가했다.

## 주요 연혁
- 1931: 경상북도 예천 출생
- 1950: 홍익대학 문학부 미술과 동양화 전공으로 입학
- 1952: 홍익대학 전시학교 미술과 서양화 전공으로 변경
- 1955: 홍익대학 문학부 미술과 졸업
- 1962-1997: 홍익대학교 미술대학 회화과 교수
- 1970-1977: 사단법인 한국미술협회 부이사장
- 1972: 제10주년 문화예술인대회 대통령표창 수여
- 1977-1980: 사단법인 한국미술협회 이사장, 한국예술문화단체 총연합회 부회장
- 1979: 제11회 대한민국 문화예술상 (미술부문) 대통령상 수여
- 1984: 교육헌장선포 16돌 기념 국민훈장 석류장 수훈
- 1985-1986: 홍익대학교 산업미술대학원장
- 1986-1990: 홍익대학교 미술대학 학장
- 1987: (사)한국소년지도자협회 창립 65주년 기념 육영공로상 수여
- 1987: 제1회 한국예술문화단체총연합회 예술문화 대상 미술부문 수여
- 1994: 옥관문화훈장(4등급) 수훈, 재단법인 서보미술문화재단 설립
- 1995: 제44회 서울특별시 문화상 미술부문 수여
- 1999: 제1회 한국미술협회 자랑스러운 미술인상 (창작부문) 수여
- 2000: 홍익대학교 명예미술학박사 수여
- 2008: 대한민국 미술인의 상 수여
- 2011: 은관문화훈장(2등급) 수훈
- 2015: 워싱턴 D.C 허쉬혼 뮤지움(Hirshhorn Museum) 40주년 기념 시각미술상 수여
- 2018: 홍콩 아시아 소사이어티(Asia Society) 아시아 아츠 게임즈 체인저상(Asia Arts Game Changer Awards) 수여
- 2019: 제64회 대한민국예술원상 (미술부문) 수여
- 2020: 제40회 올해의 최우수예술가 공헌예술가 예술공헌상 수여
- 2021: 금관문화훈장(1등급) 수훈

## 전시회
1962
- 원형질, 국립중앙도서관 화랑, 서울.

1970
- 유전질, 서울화랑, 서울.

1973
- 묘법, 무라마츠 화랑, 도쿄, 일본.
- 명동화랑, 서울.

1976
- 통인화랑, 서울.

1978
- 도쿄화랑, 도쿄, 일본.

1981
- 현대화랑, 서울.

1983
- 종이와 묘법전, 공간화랑, 서울.

1985
- 종이작업전, INA갤러리, 도쿄, 일본.
- 종이작업전, 도쿄화랑, 도쿄, 일본.

1986
- 도쿄화랑, 도쿄, 일본.

1987
- 인공갤러리, 대구.

1988
- 현대화랑, 서울.

1989
- LA 아트 페어 ‘89, 진화랑(서울), LA, 미국.

1991
- 박서보 회화 40년, 국립현대미술관, 과천.
- 두손화랑, 서울.
- 갤러리월드, 부산.
- 공간화랑, 부산.

1993
- LA 아트 페어 ‘93, 갤러리월드(부산), LA, 미국.
- NICAF 요코하마 ‘93, 선화랑(서울), 요코하마, 일본.

1994
- Prints, Remba Gallery, LA, USA.
- 도쿄화랑, 도쿄, 일본.
- 박영덕화랑, 서울.

1996
- FIAC ‘96, 조현화랑(부산), 파리, 프랑스.
- 아트 바젤 ‘96, 박여숙화랑(서울), 바젤, 스위스.
- 조현화랑, 부산.
- 시공갤러리, 대구.

1997
- Ace Gallery, LA, USA.
- Prints, Remba Gallery, LA, USA.
- 박여숙화랑, 서울.
- 갤러리현대, 서울.
- 판화, 시공갤러리, 대구.

1998
- 도쿄화랑, 도쿄, 일본.

1999
- 드로잉과 회화, 갤러리 신라, 대구.
- 묘법 1975-1999, 시공갤러리, 대구.
- 묘법 1974-1986, 조현화랑, 부산.

2000
- 도쿄화랑, 도쿄, 일본.
- MANIF 서울 2000, 예술의전당, 서울.

2002
- New Editions, Remba Gallery, LA, USA.
- Ace Gallery, LA, USA.
- 멜버른 아트페어 2002, 샘터화랑(서울), 멜버른, 호주.
- 시공갤러리, 대구.
- 조현화랑, 부산.
- 에스키스 - 드로잉과 회화 1996-2001전, 갤러리 세줄, 서울.
- 묘법 1967-2001전, 갤러리 현대, 서울.
- 박여숙화랑, 서울.

2003
- MANIF 서울 2003, 예술의전당, 서울.

2004
- SIGE 2004, 샘터화랑(서울), 중국과학기술박람회장, 베이징, 중국.
- ‘04 화랑미술제, 샘터화랑(서울), 예술의전당, 서울.
- MANIF 서울 2004, 예술의전당, 서울.
- 갤러리 크세쥬, 서울. (~2005)

2005
- 상하이 예술박람회 2005, 샘터화랑(서울), 상하이 국제무역센터, 상하이, 중국.
- SIGE 2005, 샘터화랑(서울), 국무전람대청, 베이징, 중국.
- 샘터화랑, 부띠끄 모나코 모델 하우스, 서울.

2006
- SIGE 2006, 샘터화랑(서울), 중국국제무역중심전청, 베이징, 중국.
- KIAF 2006, 샘터화랑, 코엑스, 서울.
- 조현화랑, 부산.
- Musée D‘art Moderne et Contemporain Saint-Étienne Métropole, Saint-Étienne, France(~2007).

2007
- 아라리오 갤러리, 베이징, 중국.
- CIGE 2007, 샘터화랑, 국역전람대청, 베이징, 중국.
- 박서보의 오늘 색을 쓰다, 경기도미술관, 안산.
- KIAF 2007, 샘터화랑, 코엑스, 서울.

2008
- 마음을 비우다, 아라리오 갤러리, 뉴욕, 미국.
- CIGE 2008, 샘터화랑(서울), 국역전람대청, 베이징, 중국.
- 샘터화랑(서울), 상하이, 중국.
- KIAF 2008, 샘터화랑, 코엑스, 서울.

2009
- KIAF 2009, 샘터화랑, 코엑스, 서울.

2010
- 아트 타이페이 2010, 샘터화랑(서울), 타이페이, 대만.
- 박서보 한국아방가르드의 선구자 화업 60년, 부산시립미술관, 부산 (~2011).
- 조현화랑, 부산 (~2011).
- 국제화랑, 서울 (~2011).

2012
- AHAF, 금산 갤러리(서울), 만다린 오리엔탈, 홍콩.
- 아트 토론토 2012, 샘터화랑(서울), 토론토, 캐나다.
- 갤러리 신라, 대구.
- 대구미술관, 대구.
- 코리안 아트 쇼, 샘터화랑(서울), 소호, 뉴욕, 미국.

2014
- Galerie Perrotin, Paris, France.
- SIGE 2014, 샘터화랑(서울), 국역전람대청, 베이징, 중국.
- G-SEOUL ‘14, 조현화랑(부산), 동대문디자인공원, 서울.

2015
- Galerie Perrotin, New York, USA.
- 대전시립미술관, 대전.
- 조현화랑, 부산.
- 묘법: 에스키스-드로잉 1996~2001, 노화랑, 서울.

2016
- Ecriture 1967-1981, White Cube, London, UK.
- Galerie Perrotin, Hong Kong.
- Tina Kim Gallery, New York, USA.
- 마음을 비우다, 도쿄갤러리+BTAP, 도쿄, 일본.
- SIGE 2016, “박서보 묘법”, 조현화랑(부산), 국역전람대청, 베이징, 중국.
- 킨텍스 SPOON 아트 쇼, 금산갤러리(서울), 킨텍스, 일산.

2017
- White Cube, London, UK.

2018
- Park Seo-Bo Ecriture 1967-1976, White Cube, Hong Kong.
- Galerie Perrotin, New York, USA.
- 수신(修身) Pursuit of Inner Self, Art Issue Projects, Taipei, Taiwan.

2019
- 박서보 회고전: 지칠 줄 모르는 수행자, 국립현대미술관 서울관, 서울.
- Langen Foundation, Neuss, Germany.
- Galerie Perrotin, Paris, France.
- 조현화랑, 부산.

2021
- 박서보 전, 국제갤러리, 서울.
- Château La Coste, Le Puy- Sainte-Réparade, France.
- White Cube Bermondsey, London, UK.

2022
- 루이비통 아티카퓌신 프레젠테이션, 루이비통 메종 서울, 서울.
- 세르주 무이, 박서보의 색채를 입다, 프레인빌라, 서울.
- 박서보 전, 도쿄갤러리+BTAP, 도쿄, 일본.

2023
- White Cube West Palm Beach, West Palm Beach, USA.

1954
- 제6회 대한미술협회전, 대한미술협회 주최, 경복궁미술관, 서울.
- 제3회 국전 입선, 문교부 주최, 경복궁미술관, 서울.

1955
- 제2회 홍익대학미술학부 미전, 홍익화랑, 서울.
- 제4회 국전 입선, 문교부 주최, 경복궁미술관, 서울.
- 제7회 대한미술협회전, 대한미술협회 주최, 경복궁미술관, 서울.

1956
- 홍대동문 신인전, 동화백화점, 서울.
- 4인전: 문우식 & 김충선 & 김영환 & 박서보, 동방문화회관 (3층), 서울.

1957
- 제2회 현대전, 현대미술가협회 주최, 화신백화점, 서울.

1958
- 제3회 현대전, 현대미술가협회 주최, 화신백화점, 서울.
- 제4회 현대전, 현대미술가협회 주최, 덕수궁미술관, 서울.
- 제2회 현대작가초대미술전, 조선일보 주최, 덕수궁미술관, 서울.
- The Korean Contemporary Artists Exhibition, World House Gallery, New York, USA.

1959
- 제3회 현대작가초대미술전, 조선일보 주최, 경복궁미술관, 서울.

1960
- 제6회 현대전, 현대미술가협회 주최, 경복궁미술관, 서울.
- 제4회 현대작가초대미술전, 조선일보 주최, 경복궁미술관, 서울.

1961
- Jeunes Peintres du Monde à Paris, by UNESCO National Committee of I.A.A France, Compiègne-Paris, France.

1962
- 제1회 사이공 국제비엔날레, 사이공, 베트남.
- 제1회 악뚜엘전, 중앙공보관, 서울.
- 제1회 문화자유초대전, 세계문화자유회의 한국본부 주최, 중앙공보관, 서울.
- 제6회 현대작가초대미술전, 조선일보 주최, 서울.
- 한국현대작가전, 마닐라, 필리핀.

1963
- 제3회 파리 비엔날레, 파리, 프랑스.
- 제2회 문화자유초대전, 세계문화자유회의 한국본부 주최, 중앙공보관, 서울.
- 제7회 현대작가초대미술전, 조선일보 주최, 경복궁미술관, 서울.
- 4 Young Korean Artists Exhibition (Jeunes Peintres Coréens), Galerie Lambert, Paris, France.

1964
- 제2회 악뚜엘전, 경복궁미술관, 서울.
- 제3회 문화자유초대전, 세계문화자유회의 한국본부 주최, 신문회관, 서울.

1965
- 제8회 상파울로 비엔날레, 씨킬로 마타라죠 파빌리온, 상파울로, 브라질.
- 제1회 한국현대회화 10인전, 중앙일보 주최, 신세계백화점, 서울.
- 제1회 대한민국국민미술전, 부산미협 주최, 동아대학교 강당, 부산.
- 제4회 문화자유초대전, 세계문화자유회의 한국본부 주최, 예총회관, 서울.
- 제9회 현대작가초대미술전, 조선일보 주최, 경복궁미술관, 서울.
- 한국현대작가 7인전, 신문회관, 서울.

1966
- 제10회 현대작가초대미술전, 조선일보 주최, 서울.
- The Invited Exhibition of Contemporary Artists from 6 Countries of Far East, Macy’s Department Store Gallery, New York, USA.

1967
- EXPO ‘67 한국관 특별전, 몬트리올, 캐나다.
- 국민기록화전, 경복궁미술관, 서울.
- 제11회 현대작가초대미술전, 조선일보 주최, 서울.

1968
- 한국현대회화, 도쿄국립근대미술관, 도쿄, 일본.
- 제12회 현대작가초대미술전, 조선일보 주최, 서울.

1969
- 제1회 카뉴 수르 메르 국제 회화제, 카뉴 수르 메르(Cagnes-sur-Mer), 프랑스.
- 제1회 피스토이아 국제회화 비엔날레, 피스토이아(Pistoia), 이탈리아.
- Exhibition of 11 Korean Young Artist, Solidaridad Gallery, Manila, the Philippines.
- Korean Contemporary Painting Exhibition, India & Afghanistan & Nepal.
- 제5회 일본 국제청년미술가전 (일본문화포럼 주최), 일본.
- 제13회 현대작가초대미술전 (조선일보 주최), 서울.

1970
- 오사카 엑스포 ‘70 한국관 특별전, 수이타, 일본.
- 한국 청년작가 6인의 선발전, 토키와 화랑, 도쿄, 일본.
- 제1회 한국미술대상전, 한국일보 주최, 경복궁미술관, 서을.
- 명동화랑 개관기념 초대전, 명동화랑, 서울.
- 서울화랑 개관기념 초대전, 서울화랑, 서울.

1971
- 서울-부산 현대작가 교류전, 혁동인 주최, 숙녀화랑, 부산.
- Korean Contemporary Painting Exhibition, France & West Germany (~1972).

1972
- 월남전기록화전, 문공부-국방부 주최, 국립현대미술관, 서울.
- 제9회 한국미술협회전, 국립협회미술관, 서울.

1973
- 서울=현대미술 13인, 시그넘 갤러리, 교토, 일본.
- 한국 현대미술 1957-1972: 추상=상황, 명동화랑, 서울.
- 국립현대미술관 이전개관 기념전: 한국 현역화가 100인, 덕수궁 국립현대미술관, 서울.
- 국립현대미술관 상설전, 국립현대미술관, 서울.
- 남산 소월로변 가두미술전시장 개관기념 초대전, 문공부 주최, 남산, 서울.
- 현대미술 73년, 명동화랑, 서울.

1974
- 민족기록화전: 경제편, 문공부 주최, 국립현대미술관-경복궁, 서울.
- 제10회 한국미술협회전, 국립협회미술관, 서울.
- 제23회 국전, 국립현대미술관, 서울.
- 제2회 앙데팡당전, 한국미술협회 주최, 국립현대미술관, 서울.
- '74=서울 7인 초대전, 한화랑, 서울.
- 제2회 대전·서울 홍대동문전, 경암화랑, 대전.

1975
- 한국 5인의 작가 다섯가지 흰색, 도쿄화랑, 도쿄, 일본.
- 제13회 상파울로 비엔날레, 씨킬로 마타라죠 파빌리온, 상파울로, 브라질.
- 제24회 국전, 국립현대미술관-덕수궁, 서울.
- 제11회 한국미술협회전, 국립협회미술관-덕수궁, 서울.
- 제3회 앙데팡당전, 한국미술협회 주최, 국립현대미술관-덕수궁, 서울.
- 제1회 에꼴드서울, 국립현대미술관-덕수궁, 서울.
- 제1회 서울 현대미술제, 국립현대미술관-덕수궁, 서울.
- 제2회 대구 현대미술제, 계명대학교 미술관, 대구.
- 전주미술관 건립기금 모금전: 한국 원로·중진작가 미술, 국립중앙공보관, 서울.
- 한일화랑 개관기념전, 한일화랑, 서울.
- 미로화랑 개관기념전: 한국 미술 현역작가 30인 초대, 미로화랑, 서울.
- 추상작가에 의한 구상, 아름화랑, 서울.
- 한국 현역작가 초대, 한국미술협회 주최, 양지화랑, 서울.

1976
- 제25회 국전, 국립현대미술관, 서울.
- 제2회 에꼴드서울, 국립현대미술관-덕수궁, 서울.
- 제4회 앙데팡당전, 한국미술협회 주최, 국립현대미술관, 서울.
- 제2회 서울현대미술제, 국립현대미술관, 서울.
- 제12회 한국미술협회전, 국립협회미술관-덕수궁, 서울.
- 제1회 광주현대미술제, 전일미술관, 광주.
- 제1회 부산현대미술제, 부산시민회관, 부산.
- 서양화 100인 초대전, 문화화랑, 서울.
- 서울화랑 개관기념 2차전: 한국 현대미술 5인 초대전, 서울화랑, 서울.
- 이화랑 개관기념 2차전: ‘76 신춘전, 이화랑, 부산.
- 한국현대미술 7인 초대전, 대구백화점화랑, 대구.

1977
- 제9회 카뉴 수르 메르 국제 회화제, 카뉴 수르 메르, 프랑스.
- 한국 현대미술 6인: 김환기, 곽인식, 윤형근, 김창렬, 박서보, 이우환, 무라마츠화랑, 도쿄, 일본.
- 한국: 현대미술의 단면, 도쿄 센트럴미술관, 도쿄, 일본.
- 한국 현대화전, 국립역사박물관, 타이페이, 대만.
- 한국 현대미술 수선(秀選) 6인전, 갤러리 보자르, 나고야, 일본.
- 유네스코 국제회의장 전시장 개관기념: 현대작가 10인 초대전, 유네스코 한국본부 주최, 유네스코회관, 서울.
- 한국 서양화대전, 국립현대미술관, 과천.
- 제3회 에꼴드서울, 국립현대미술관-덕수궁, 서울.
- 제5회 앙데팡당전, 한국미술협회 주최, 국립현대미술관-덕수궁, 서울.
- 제26회 국전, 국립현대미술관, 서울.
- 제13회 한국미술협회전, 국립협회미술관, 서울.
- 제3회 서울현대미술제, 국립현대미술관, 서울.
- 제3회 대구현대미술제, 대구시민회관, 대구.
- 제2회 광주현대미술제, 전일미술관, 광주.
- 제1회 강원현대미술제, 춘천도립문화관, 춘천.
- 한국화랑 개관기념: 서양화 56인, 한국화랑, 서울.
- 길화랑 개관기념: 서양화 30인, 길화랑, 서울.
- 송년기획전, 태인화랑, 서울.

1978
- 종이작업, 도쿄 갤러리, 도쿄, 일본.
- 제2회 파리 국제현대미술의 만남, 국립그랑팔레미술관, 파리, 프랑스.
- 한국 현대미술 20년의 동향, 국립현대미술관-덕수궁, 서울.
- 제4회 에꼴드서울, 국립현대미술관-덕수궁, 서울.
- 제6회 앙데팡당전, 한국미술협회 주최, 국립현대미술관-덕수궁, 서울.
- 제27회 국전, 국립현대미술관-경복궁, 서울.
- 제14회 한국미술협회전, 국립협회미술관-경복궁, 서울.
- 제5회 한국미술대상전, 한국일보 주최, 국립현대미술관-경복궁, 서울.
- 제4회 서울현대미술제, 국립현대미술관-경복궁, 서울.
- 제2회 부산현대미술제, 부산시민회관, 부산.
- 제4회 대구현대미술제, 대구시민회관, 대구.
- 제3회 광주현대미술제, 전일미술관, 광주.
- 제1회 전북현대미술제, 전북예총회관, 전주.
- 한국현대미술 20년의 동향, 국립현대미술관-덕수궁, 서울.
- 1950년대 회고, 문화화랑, 서울.
- 종이작업, 견지화랑, 서울.

1979
- 한국 현대미술 4인의 방법, 현대화랑, 서울.
- 개관기념: 한국 현대미술 오늘의 방법, 문예진흥원 미술회관, 서울.
- 개관기념: 한국 현대미술 6인의 수선(秀選), 이화랑, 대구.
- 종이작업, 진화랑, 서울.
- 제1회 한국화랑협회 미술대전, 문화화랑, 서울.
- 제5회 에꼴드서울, 국립현대미술관-덕수궁, 서울.
- 제7회 앙데팡당전, 한국미술협회 주최, 국립현대미술관-덕수궁, 서울.
- 제28회 국전, 국립현대미술관, 과천.
- 제15회 한국미술협회전, 국립협회미술관, 과천.
- 제6회 한국미술대상전, 한국일보 주최, 국립현대미술관-경복궁, 서울.

1980
- 아시아 미술전 제2부: 아시아 현대미술, 후쿠오카미술관, 후쿠오카, 일본.
- ‘80 현대작가 37인전, 관훈미술관, 서울.
- 한국 판화·드로잉대전, 국립현대미술관, 과천.
- 한국 현대작가 초대전, 동방문예진흥원 미술회관, 부산.
- 제6회 에꼴드서울, 관훈미술관, 서울.
- 제6회 서울현대미술제, 문예진흥원 미술회관, 서울.
- 제29회 국전, 국립현대미술관, 과천.

1981
- Drawing Exhibition of Contemporary Korean Artists, Artcore Center, LA, USA.
- Korean Drawing Now, Brooklyn Museum, NY, USA.
- 백상 추념 미술대전, 한국일보 주최, 백상기념관, 서울.
- 드로잉 ‘81전, 국립현대미술관, 과천.
- 한국미술 ‘81전, 국립현대미술관, 과천.
- 한국 현대작가 드로잉전, 동산방화랑, 서울.
- 제7회 에꼴드서울, 관훈미술관, 서울.
- 제30회 국전, 국립현대미술관, 서울.
- 제7회 서울현대미술제, 문예진흥원 미술회관, 서울.

1982
- 한국현대미술전: 김창렬, 박서보, 윤형근, 이우환, 정상화, 이동엽, 도쿄화랑, 도쿄, 일본.
- 한국 현대미술의 위상전, 명동화랑, 서울.
- 현대작가 판화·드로잉전, 관훈미술관 & 명동화랑 & 고려화랑 & 송원화랑, 서울.
- 동덕미술관 개관기념 현대작가 초대전, 동덕미술관, 서울.
- 토탈미술관 개관기념전, 토탈미술관, 서울.
- 김문호선생 추모전, 고려화랑, 서울.
- 제3회 한국현대미술대전, 명성그룹 주최, 문예진흥원 미술회관, 서울.
- 제8회 에꼴드서울, 관훈미술관 & 고려화랑 & 송원화랑, 서울.
- 제8회 서울현대미술제, 문예진흥원 미술회관, 서울.
- 현대 종이의 조형: 한국과 일본, 국립현대미술관(과천) & 교토시미술관(교토) & 사이타마 근대미술관(사이타마) & 구마모토현립미술관(구마모토), 한국 & 일본(~1982).

1983
- 한국현대미술전: 70년대 후반, 하나의 양상, 도쿄도미술관 & 도지끼근대미술관 & 국립국제미술관 & 호카이도립 근대미술관 & 후쿠오카 미술관, 일본.
- 신(新)한성화파(漢城畫派)대전: 지여(紙與)조형, 춘지예랑(春之芸廊), 타이페이, 대만.
- 한국 전위(前衛) 제작 7인, 일(一)화랑, 타이페이, 대만.
- 한·미 판화·드로잉 교류, 국제판화위원회 주최, 서울 & 샌프란시스코, 한국 & 미국.
- Korean Contemporary Graphics and Drawings (Sodobna Korejska Grafika in Risba), Yugoslavia.
- ‘83 현대미술 초대전, 국립현대미술관, 서울.
- 한국 현대미술 7인의 작업, 진화랑, 서울.
- 제9회 서울현대미술제, 문예진흥원 미술회관, 서울.
- 제9회 에꼴드서울, 관훈미술관, 서울.

1984
- 한·미 판화·드로잉 교류, 국제판화위원회 주최, LA 한국문화원, LA, 미국.
- 한국현대미술전: 70년대의 조류, 타이페이시립미술관, 타이페이, 대만.
- 오늘의 미술: 수장작품에서－파트Ⅰ’83 콜렉션을 중심으로, 도쿄도미술관, 도쿄, 일본.
- FIAC ‘84, 진 화랑(서울), 국립그랑팔레 미술관, 파리, 프랑스.
- 한국현대미술전: 70년대 후반, 하나의 양상 귀국, 문예진흥원 미술회관, 서울.
- 서울 종이작업 ‘84, 관훈미술관, 서울.
- ‘84 현대미술초대전, 국립현대미술관, 서울.
- 60년대의 한국현대미술: 앵포르멜과 그 주변, 워커힐 미술관, 서울.
- 한국현대미술 8인의 흰색, 주한 프랑스문화원 주최, 서울.
- 60년대의 한국현대미술전: 파리비엔날레 출품작 중심으로, 두손갤러리, 서울.
- 제9회 에꼴드서울, 관훈미술관, 서울.
- 제10회 서울현대미술제, 문예진흥원 미술회관, 서울.

1985
- 휴먼 도큐멘트 ‘84/’85, 도쿄화랑, 도쿄, 일본.
- Contemporary Korean Paper Art, Sarah Spurgeon Gallery, Central Washington University, Ellensburg, USA.
- ASPACAE ‘85, Asian Pacific Conference of Arts Education, Kuala Lumpur, Malaysia.
- ‘85 현대미술초대전, 국립현대미술관, 서울.
- 여섯작가, 종이의 지평, 윤화랑, 서울.
- 극소화와 극대화, 후화랑 & 전화랑, 서울.
- 한국양화 70년, 호암미술관, 서울.
- 광복 40주년 기념: 현대미술 40년, 국립현대미술관, 서울.
- 비구상회화의 현재: 현대회화 14인 초대, 삼청화랑, 서울.
- 군산국제쇼 KIS ‘85, 군산대학교 부설 현대미술연구소 주최, 전북예술회관, 전주.
- 제10회 에꼴드서울, 관훈미술관 & 고려화랑 & 송원화랑, 서울.
- 제11회 서울현대미술제, 문예진흥원 미술회관, 서울.

1986
- 현대의 백과 흑, 사이타마도립 근대미술관, 사이타마, 일본.
- 한국 고가구와 한국 현대미술: 종이에 의한 조형, 무로마치 미쿠라, 쿄토, 일본.
- Korean Contemporary Arts, Grand Palais, Paris, France.
- 한·불 수교 100주년 기념: 서울-파리, 한불문화협회 주최, 국립조형예술센터(파리) & 서울 프레스센터 갤러리, 서울 & 파리, 한국 & 프랑스.
- ‘86 현대미술 초대, 두손갤러리, 서울.
- 한국 현대미술의 선험적 위치 ‘86, 백송화랑, 서울.
- ‘86 현대한국미술의 상황, 서울 아시아경기대회 조직위원회 주최, 국립현대미술관, 서울.
- ‘86 서울 아시아 현대미술, 서울 아시아경기대회 조직위원회 주최, 국립현대미술관, 서울.
- 국립현대미술관 개관기념: 한국현대미술 어제와 오늘, 국립현대미술관, 과천.
- ‘86 서울미술대전, 서울특별시 주최, 국립현대미술관, 서울.
- 종이+연필: 13인의 드로잉, 수화랑, 서울.
- 제11회 에꼴드서울, 관훈미술관, 서울.
- 제12회 서울현대미술제, 문예진흥원 미술회관, 서울.

1987
- 한국현대미술 4인, 라보라토리 화랑, 삿포로, 일본.
- 제3회 도야마 국제현대미술제, 도야마켕 근대미술관, 도야마, 일본.
- 아트 LA ‘87, 진화랑(서울), LA, 미국.
- 정창섭·박서보 2인, 공간화랑, 서울.
- 고(故)김수근 1주기 추모전: 초대작가 32인, 공간화랑, 서울.
- ‘87 현대작가초대전, 국립현대미술관, 서울.
- ‘87 서울미술대전, 서울특별시 주최, 국립현대미술관, 서울.
- 한국현대미술에 있어서의 흑과 백, 국립현대미술관, 과천.
- 제13회 제주도미술대전, 제주신문사 주최, 제주.
- 제13회 서울현대미술제, 문예진흥원 미술회관, 서울.
- 제12회 에꼴드서울, 관훈미술관, 서울.
- 소형작품, 수화랑(서울) & 인공갤러리(대구), 서울 & 대구.
- 13인의 메시지, 백운화랑, 서울.

1988
- 한국의 4인, 도쿄화랑, 도쿄, 일본.
- 제43회 베니스 비엔날레, 베니스, 이탈리아.
- 현대회화: 70년대의 흐름, 워커힐 미술관, 서울.
- 롯데쇼핑 대확장 (소공동 신관) 개관기념전, 롯데갤러리, 서울.
- 석남(石南) 이경성 고희(古稀) 기념미술전, 호암미술관, 서울.
- 제24회 서울 올림픽 아트: 국제현대미술제, 서울 올림픽대회 조직위원회 주최,  국립현대미술관, 서울.
- 현대미술과 올림픽: 제24회 서울올림픽 공식 예술판화, 서울 올림픽대회 조직위원회 주최, 로이드 신 갤러리(시카고), 서울.
- 한국미술의 모더니즘: 1970∼1979, 무역센터 현대백화점 현대미술관, 서울.
- 개관기념전: 현대작가 초대, 조선일보미술관, 서울.
- 김수근 문화재단 기금모금 초대기획전, 공간미술관, 서울.
- 제13회 에꼴드서울, 관훈미술관, 서울.

1989
- Invitational Exhibition Celebrating the 200th Anniversary of the French Revolution “Revolution: Flashback”, Paris Art Center, Paris, France.
- 개관기념전 “広島·ひろしま·Hiroshima: 국내·외 제작 위탁 작가 78명에 의한 히로시마의 마음”전, 히로시마 시립현대미술관, 히로시마, 일본.
- 아트 LA ‘89, 진화랑(서울), 로스엔젤리스 컨벤션센터, LA, 미국.
- 선미술 창간 10주년 기념전: 특집 작가 작품, 선화랑, 서울.
- 관훈미술관 개관 10주년 기념전, 관훈미술관, 서울.
- 제14회 에꼴드서울, 관훈미술관, 서울.
- 추상작가의 구상, 에이스 아트 갤러리, 서울.

1990
- 1990 가을 무라마츠, 무라마츠 화랑, 도쿄, 일본.
- 80년대 미술 100가지 형태: INAX 갤러리 + 나카하라 유스께, INAX 갤러리, 도쿄, 일본.
- ‘90 현대미술초대전, 국립현대미술관, 서울.
- ‘90 화랑미술제, 두손갤러리(서울), 호암미술관, 서울.
- 제15회 에꼴드서울, 관훈미술관, 서울.
- 원로·중진 미술기자상 수상작가 초대전: 자유언론을 위한 47인의 발걸음, 한국 기자협회 주최, 백상기념관, 서울.
- 현대미술 7인(권영우 & 김기린 & 김창렬 & 박서보 & 백남준 & 이우환 & 정상화), 현대화랑, 서울.
- 6인전, 나비스 갤러리, 서울.

1991
- 수장작품전: 모노크롬에서 모노크롬에, 도쿄도미술관, 도쿄, 일본.
- 선과 표현, 사이타마 현대미술관, 사이타마, 일본.
- Contemporary Korean Painting, Muzejski Prostor(Zagreb) & Galerija Jakopiceva(Ljubljana) & Collegium Artisticum(Sarajevo) & Galerija Cvijeta Zuzorić(Beograd), Zagreb & Ljubljana & Sarajevo & Beograd, Yugoslavia.
- 한국현대미술의 한국성 모색 I: 한국현대미술의 여명기, 한원갤러리, 서울.
- 한국현대미술 25인, 현대화랑, 서울.
- 제2회 도쿄 아트 엑스포, 두손갤러리(서울), 도쿄국제무역센터, 도쿄, 일본.
- 개관기념: 한국 현대미술 초대전, 선재현대미술관, 경주.
- 현대미술 5인, 한국미술관, 서울.
- ‘91 화랑미술제, 두손갤러리(서울), 예술의 전당, 서울.
- 제16회 에꼴드서울, 관훈미술관, 서울.
- 오늘의 작가 9인, 진화랑 & 진아트센터, 서울.

1992
- 한국현대미술, 시모노세키 시립미술관(시모노세키) & 니이가타 시립미술관(니이가타) & 가사마 니치도 미술재단 미술관(가사마) & 미에현 미술관(미에현) & 선재 현대미술관(경주), 일본 & 한국.

Working with Nature: Traditional Thought in Contemporary Art from Korea,The Tate Liverpool, Liverpool, UK.
- 개관기념전: 전통의 맥(脈)-한국성 모색, 서남미술관, 서울.
- 김창렬 & 박서보 & 윤형근 & 정상화 & 정창섭 & 하종현전, 인공갤러리, 서울.
- 국립현대미술관 소장작가 작품전: 한국현대미술의 어제와 오늘, 대구문화미술회관 & 강릉문화예술관, 대구 & 강릉.
- ‘92 한국현대미술 21, 갤러리21, 서울.
- 어느 한 세대의 위상, 예맥화랑, 서울.
- 제17회 에꼴드서울, 관훈미술관, 서울.
- 선묘와 표현: 1992 현대 한국회화, 호암미술관, 서울.

1993
- 국립현대미술관 소장작품 특별 순회, 광주시립미술관 & 전북예술회관(전주) & 부산문화회관, 광주 & 전주 & 부산.

한국 현대미술의 12인, 미야기켕 미술관, 센다이, 일본.
- ‘93 대전 EXPO: 예술행사 “미래저편에”, 스웨덴 콜렉터 폰투스 훌틴(Pontus Hultén) 선정, 대전.
- ‘93 서울 미술대전, 서울시립미술관, 서울.
- 박래부 출판기념전: 한국의 명화 - 현대미술 100년의 열정, 갤러리 현대, 서울.
- 개관기념전: 한국미술 - 어제와 오늘, 한림갤러리, 대전.
- 한국현대미술의 4인, 시공갤러리, 대구.
- 평화를 사랑하는 111인, 박영덕화랑, 서울.
- 현대미술 소통, 박영덕화랑, 서울.

1994
- 월간미술 창간 5주년 기념전: 오늘의 작가 20인 - 현대미술 40년의 얼굴, 호암미술관, 서울.
- NICAF 요코하마 ‘94, 진화랑(서울) & 도쿄화랑(도쿄), 요코하마, 일본.
- ‘94 화랑미술제, 두손갤러리(서울), 예술의 전당, 서울.
- 현대 그 이전의 현대미술: 정창섭 & 김창렬 & 박서보 & 하종현 & 김형대 & 윤명로, 63갤러리, 서울.

1995
- Art Contemporain Coréen, Maire de Paris, Couvent des Cordeliers de Paris, Paris, France.
- 한국현대미술 50년, 국립현대미술관, 서울.
- 5월 미술축제" 한 집 한 그림 걸기, 한국화랑협회 주최, 갤러리 현대(서울) & 박영덕화랑(서울) & 진화랑(서울) & 갤러리 나인(서울) & 시공갤러리(대구) & 조현화랑(부산), 인사동 화랑가, 서울.
- 아트 1995 시카고 - 네이비피어, 갤러리 현대(서울), 네이비 피어, 시카고, 미국.
- 종이의 지평 22인, 신세계 현대아트, 서울.
- ‘95 화랑미술제, Nabis갤러리(서울), 예술의전당, 서울.
- 제20회 에꼴드서울: 에꼴 드 서울 20년 - 모노크롬 20년, 관훈미술관, 서울.
- 오늘의 동·서 작가 85인, 포스코갤러리, 서울.
- 개관 12주년 기념전: 한국의 자연, 명상-표출, 박여숙화랑, 서울.
- 국내외 작가 52인, 갤러리 현대, 서울.

1996
- 한국현대작가 도판작품전: 정창섭 & 김창렬 & 박서보, 도쿄화랑, 도쿄, 일본.
- 도쿄 국제포럼 아트 콜렉션: 다양성의 배, 도쿄도생활문화부 주최, 도쿄국제포럼, 도쿄, 일본.
- 1970년대 한국의 모노크롬, 갤러리 현대, 서울.
- 맥향화랑 개관 20주년 기념전, 맥향화랑, 대구.
- 블랙 & 화이트, 서미갤러리, 서울.
- 5월 미술축제: 한 집 한 그림 걸기, 한국화랑협회 주최, 갤러리 현대(서울) & 박여숙화랑(서울) & 진화랑(서울) & 갤러리 나인(서울) & 시공갤러리(대구) & 갤러리 신라(대구), 인사동 화랑가, 서울.
- 제21회 에꼴드서울, 관훈미술관, 서울.
- 한국 추상회화의 정신, 호암미술관, 서울.
- ‘96 중앙 비엔날레, 중앙일보사 주최, 서울시립미술관, 서울.
- 클레이 워크: 로버트 라우센버그 & 정창섭 & 김창렬 & 박서보, 갤러리 현대, 서울.
- 건학 50주년 기념 홍익대학교 미술대학 동문 미술초대전: 한국현대미술 현재와 미래, 홍익대학교 현대미술관, 서울.
- SIAF ‘96, 갤러리 현대(서울) & 진화랑(서울) & 선화랑(서울), COEX, 서울.

1997
- FIAC ‘97, 갤러리 드니스 르네(파리), 에스파스 에펠 브란리, 파리, 프랑스.
- 서울판화미술제, 박영덕화랑(서울), 예술의 전당, 서울.
- 제22회 에꼴드서울, 관훈미술관, 서울.

1998
- Paintings of Silence: 8 Korean Contemporary Artists (Les Peintres du Silence: La Corée d’Aujourd’hui), Musée de Château des ducs de Wurtemberg, Montbéliard, France.
- 한·일 현대미술전: 우리와 타자 사이, 메구로구 미술관, 도쿄, 일본.
- 제23회 에꼴드서울, 관훈미술관, 서울.
- 한국 단색화의 이념과 정신: 4인의 개인전, 4가지 방법론 - 박서보 & 정상화 & 이우환 & 허황, 부산시립미술관, 부산.

1999
- 한·일 현대미술전: 우리와 타자 사이, 오사카 국립국제미술관, 오사카, 일본.
- 9인의 미니 아트 마켓 II: 한국적 모더니티의 확립, 노화랑, 서울.
- 한·일 현대미술전: 우리와 타자 사이, 국립현대미술관 주최, 시립미술관, 서울.
- NICAF 도쿄 ‘99, 진화랑(서울), 박영덕화랑(서울), 도쿄국제포럼, 도쿄, 일본.
- 한국미술 50년: 1950-1999, 갤러리 현대, 서울.
- Paintings of Silence (Les Peintres du Silence), Musée National des Arts Asiatiques, Nice, France (~2000).

2000
- 미와 질서: 1부. 한국현대미술의 탄생 주역들, 노화랑, 서울.
- 2000년 새로운 반향: 5인의 명작, 무심갤러리, 청주.
- 새천년의 지평, 갤러리 현대, 서울.
- 한국과 서구의 전후 추상미술: 격정과 표현, 삼성미술관, 서울.
- 한국현대미술의 시원, 국립현대미술관, 서울.
- 조선조 백자와 현대미술, 박여숙화랑, 서울.
- 광화문 139번지: 신문과 미술 1920~2000, 동아일보 주최, 일민미술관, 서울.
- 스스로 自, 그러할 然, 포스코미술관, 서울.
- 구상·비구상, 가나아트센터, 서울.
- 2000년 현대미술 12인, 선화랑, 서울.
- 개관기념전: 정신의 풍경 - 1부. 초월과 사유, 대구 문화방송 주최, 갤러리M, 대구.
- 멜번 아트 페어 2000, 진화랑(서울), 멜번, 호주.
- 샌프란시스코 아트 페어, 박여숙화랑(서울), 샌프란시스코, 미국.
- 아트 쾰른 2000, 박여숙화랑(서울), 쾰른, 독일.
- 광주 비엔날레 2000 특별전: 한일 현대미술, 광주시립미술관, 광주.
- MANIF 2000: 한국미술 대표작가전, 예술의전당, 서울.

2001
- 아트 팜 비치 2001, 박여숙화랑(서울), 플로리다, 미국.
- 아트 페어 ‘01 마이애미, 박여숙화랑(서울), 마이애미비치 컨벤션센터, 플로리다, 미국.
- 아트 2001 시카고 - 네이비피어, 박여숙화랑(서울), 네이비 피어, 시카고, 미국.
- 제8회 국제 워크 온 페이퍼 페어 2001, 샘터 화랑(서울), 시드니, 호주.
- 아트 쾰른 2001, 박여숙화랑(서울), 쾰른, 독일.
- Super Phat, Cypress College Fine Art Gallery, CA, USA.
- 제1회 한국현대미술제: 21C 세계로 가는 한국미술, 박영덕화랑(서울), 예술의전당, 서울.
- 한국 현대미술의 전개: 전환과 역동의 시대 - 1960년대 중반~1970년대 중반, 국립현대미술관, 서울.
- 한국의 모노크롬: 1970~2000 (김창렬, 박서보, 윤형근, 이우환, 정상화), 코리아 아트 갤러리, 부산.
- 최소한의 언어: 김창렬 & 박서보 & 윤형근 & 정창섭, 갤러리 서화, 서울.
- 묘오(妙悟)의 그림자: 박서보 & 윤형근 & 이강소 & 정창섭 - 종이와 캔버스 작업, 갤러리 사간, 서울.
- 미술여행 I: 원로작가 100인 (1911-1941) - 21세기 현대 한국미술의 여정, 세종미술회관 신관, 서울.
- 한국 현대미술의 전개: 1970-90, 갤러리 현대, 서울.

2002
- 미완의 세기, 요미우리 신문 공동주최, 도쿄국립근대미술관, 도쿄, 일본.
- 한국현대미술 4인: 한지를 소재로, 갤러리 비주즈 세카이, 도쿄, 일본.
- 아트 팜 비치 2002, 박여숙화랑(서울), 팜 비치, 플로리다, 미국.
- 샌프란시스코 아트 페어, 박여숙화랑(서울), 포트 메이슨 예술문화센터, 샌프란시스코, 미국.
- 아트 02 시카고 - 네이비피어, 박여숙화랑(서울), 네이비피어, 시카고, 미국.
- 아트 바젤 2002, 갤러리 현대(서울), 바젤, 스위스.
- 멜번 아트 페어 2002, 샘터화랑(서울), 멜번, 호주.
- 아트 쾰른 2002, 박여숙화랑(서울), 쾰른, 독일.
- 작가를 찾아서: 한국미술의 마에스트로, 월간미술 공동 주최, 금호미술관, 서울.
- 포스트 아트 페어: 해외에서 바라본 우리 작가들, 박여숙화랑, 서울.
- 한국 현대미술 대표작가 판화집, 한국판화미술진흥회 주최, 예술의전당, 서울.
- 개관 30주년 기념전: 한·일 현대미술 2002, 진화랑, 서울.
- 제1회 KIAF, 조현화랑(부산) & 갤러리 칸지(부산), 부산컨벤션센터, 부산.
- 한국 현대미술의 전개 1970년대 중반~1980년대 중반: 사유와 감성의 시대, 국립현대미술관, 서울 (~2002).
- 추상화의 이해, 성곡미술관, 서울 (~2002).

2003
- Tradition & Innovation III: Koreanische Gegenwartskunst, Museum für Ostasiatische Kunst, Berlin, Germany.
- 제 6회 국제 소규모 인쇄 트리에날레 2002, 샤말리에르, 프랑스.
- 아트 ‘03 시카고 - 네이비 피어, 박여숙화랑(서울), 네이비 피어, 시카고, 미국.
- FIAC ‘03, 시공화랑(대구), 파리, 프랑스.
- 아트 쾰른 2003, 박여숙화랑(서울), 쾰른, 독일.
- 샹하이 국제아트페어 2003, 조현 화랑(서울), 상하이국제무역센터, 상하이, 중국.
- 김종근 평론집 출판기념전: 한국 현대미술 - 오늘의 얼굴, 인사아트센터, 서울.
- 백색 스펙트럼: 조선백자와 한국 현대미술, 조선관요박물관, 광주.
- 전통과 혁신: 한국현대미술의 세계화, 갤러리 현대, 서울.
- 박여숙화랑 개관 20주년 기념전: 함께한 20년, 박여숙화랑, 서울.
- 대구 아트 페어 2003, 조현화랑(부산) & 갤러리 신라(대구), 엑스코, 대구.
- 제2회 KIAF, 조현화랑(부산) & 샘터화랑(서울), COEX, 서울.
- 제9회 MANIF 2003, 예술의 전당, 서울.
- 청담미술제, UM 갤러리(서울), 청담동 화랑가, 서울.
- ‘03 화랑미술제, 샘터화랑(서울), 예술의 전당, 서울.

2004
- 중국 국제 화랑 박람회, 샘터화랑(서울) & UM 갤러리(서울), 중국과학기술박람회장, 베이징, 중국.
- 중국 국제 화랑 박람회 특별전: 한국현대미술 거장, 중국 과학기술박람회장, 베이징, 중국.
- 상하이 국제아트페어 2004, 진화랑(서울), 상하이 국제무역센터, 상하이, 중국.
- 세계평화미술대전, 진화랑(서울), 리우하이수미술관, 샹하이, 중국.
- 아트 ‘04 시카고-네비이피어, 박여숙화랑(서울), 네이비 피어, 시카고, 미국.
- 멜번 아트 페어 2004, 샘터화랑(서울), 멜번, 호주.
- 한국미(美)를 향한 행위: 스며들기 심(沁) - 정창섭 & 윤형근 & 김창렬 & 박서보, 이현갤러리, 대구.
- “베이징 아트 페어 귀국”전, UM 갤러리, 서울.
- 제3회 KIAF, 샘터화랑(서울) & 코리아 아트 갤러리(서울), COEX, 서울.
- 제10회 MANIF 2004, 예술의전당, 서울.
- ‘04 화랑미술제, 샘터화랑(서울), 예술의전당, 서울.
- 한국의 평면회화 - 어제와 오늘, 서울시립미술관, 서울.

2005
- 아트 타이페이 2005, 소카 아트센터(베이징), 세계무역중심전람, 타이페이, 대만.
- CIGE 2005, 샘터화랑(서울), 국무전람대청, 베이징, 중국.
- 상하이 예술박람회 2005, 샘터화랑(서울), 상하이국제무역센터, 상하이, 중국.
- 상하이 예술박람회 2005: 한국 당대 예술 특전 - 박서보 & 정창섭 & 윤형근, 상하이국제무역센터, 상하이, 중국.
- 예술 & 이슈: 중·한 예술 교류, 소카 아트센터, 베이징, 중국.
- Das Koreanische Monochrom: Park Seo-Bo / Lee Ufan / Kim, Guirin / Yun Hyong-Keun, Galerie Dr. Dorothea van der Kölen, Mainz, Germany.
- Tradition und Zeitgeist: Koreanische Gegenwarts Kunst, Galerie Hana(Tripoli, Lebanon), Galerie Hellhof and Kornberg Castle, Hesse, Germany.
- Art Cologne 2005, Galerie Dr. Dorothea van der Kölen(Mainz), Köln, Germany.
- 갤러리 이전 개관기념전: On Line + Off Line - 박서보 & 이두식 & 주태석 & 박계훈, UM갤러리, 서울.
- 개관 35주년 기념전: 근대와 현대의 마스터스 - Part Ⅱ, 갤러리 현대, 서울.
- 개관 30주년 기념전: 근대에서 현대로, 공간화랑, 부산.
- For You: 빛나는 한국의 화가들, 가나아트센터, 서울.
- My Private Art Bank, 국민은행 Gold & Wise PB 센터 주최, 표화랑, 서울.
- 박서보 & 김창렬 2인, 갤러리 현대, 서울.
- 한국 현대미술, 부산시립미술관, 부산.
- KIAF 2005, 샘터화랑(서울), 코엑스, 서울.
- ‘05 화랑미술제, 샘터화랑(서울) & 진화랑(서울) & 갤러리 세줄(서울), 예술의 전당, 서울.

2006
- Art Fair Bologna 2006, Galerie Dr. Dorothea van der Kölen(Mainz), Bologna Exhibition Center, Bologna, Italy.
- CIGE 2006, 샘터화랑(서울), 국무전람대청, 베이징, 중국.
- 아트 타이페이 2006, 금산갤러리(부산), 세계무역중심전람, 타이페이, 대만.
- 아트 싱가폴 ‘06, 이화익갤러리(서울), 선텍 싱가폴, 싱가폴.
- 아트 06 시카고-네이비피어, 유엠갤러리(서울), 시카고, 미국.
- 멜번 아트 페어 2006, 샘터화랑(서울), 멜번, 호주.
- KIAF 2006, 샘터화랑(서울), 코엑스, 서울.
- SIPA 2006, 한국판화미술진흥회 주최, 예술의전당, 서울.
- 한국 현대미술의 거장과 중진, 이화익갤러리, 서울.
- 정착된 상(像), 갤러리 SP, 서울.
- 박서보 & 이강소: 자연과 함께 (테이트 갤러리 리버플 이후 14년), 샘터화랑, 서울.

2007
- Poetry in Motion, Galerie Beyeler, Basel, Switzerland.
- Elastic Taboos: Within the Korean World of Contemporary Art, Kunsthalle Wien, Vienna, Austria.
- Urban Crossroads: New York - Paris - Seoul, Belgrade Cultural Centre, Belgrade, Serbia.
- CIGE 2007, 샘터화랑(서울), 국무전람대청, 베이징, 중국.
- KIAF 2007, 샘터화랑(서울), 코엑스, 서울.
- 움직이는 시(詩), 현대 갤러리, 서울.
- 한국 현대 미술의 계보, 리안갤러리, 대구.

2008
- CIGE 2008 (중국 국제화랑 박람회), 샘터화랑(서울), 국무전람대청, 베이징, 중국.
- 현대한국미술: 한국국립현대미술관으로부터, 영국 한국문화원, 런던, 영국.
- KIAF 2008, 샘터화랑(서울), 코엑스, 서울.
- SIPA 2008, 샘터 화랑, 예술의 전당, 서울.
- 부산 비엔날레: 미술은 살아있다 - 아시아 현대미술의 리더들, 부산시청, 부산.
- 한국 추상 회화 1958-2008, 서울시립미술관, 서울.
- 2008 싱가포르-코리아 페스티벌 한국현대미술전: 초월적 미(美)의 탐색, 주 싱가포르 대한민국대사관 주최, 싱가포르미술관, 싱가포르 (~2009).

2009
- Mixograhia: Innovation and Collaboration, The Vivian and Gordon Gilkey Center Graphics Art Collection, Portland Museum, Oregon, USA.
- 자연의 색, 소카 아트센터, 타이페이, 대만.
- 김창열 & 박서보 & 이우환, 조현화랑, 부산.
- 자연의 색: 한국의 단색 회화, 샘터화랑(서울), 상하이, 중국.
- 신호탄, 국립현대미술관 서울관, 서울.
- KIAF 2009, 샘터화랑(서울), 코엑스, 서울.

2010
- 운단: 아시아 현대예술대전, 소카 아트센터, 베이징, 중국.
- 아트 HK ‘10, 금산갤러리(서울), 홍콩.
- 아트 타이페이 2010, 샘터화랑(서울), 세계무역중심전람, 타이페이, 대만.
- FIAC ‘10, 국제 갤러리(서울), 그랑팔레 & 루브르, 파리, 프랑스.
- 아트 바젤 ‘10 마이애미, 국제 갤러리(서울), 마이애미비치 컨벤션센터, 플로리다, 미국.
- 2010 한국현대미술의 중심에서, 갤러리 현대, 서울.
- 성북구립미술관 개관기념전: The Presence, 성북구립미술관, 서울.
- 클레이아크 김해미술관 2010년 하반기 특별 기획전: Off the Wall - 건축 도자 경계에서, 클레이아크 김해미술관, 김해.
- 대구 아트페어 2010, 국제갤러리(서울), 대구.
- 정신으로서의 선 - 그 힘, 대전시립이응노미술관, 대전 (~2011).

2011
- 아모리 쇼 2011, 국제화(서울), 뉴욕, 미국.
- TEFAF 2011, 국제 화랑(서울), 마스트리히트, 네덜란드.
- AHAF HK ‘11, 금산갤러리(서울), 만다린 오리엔탈, 홍콩.
- 아트 HK ‘11, 국제 갤러리(서울), 홍콩.
- 아트 바젤 ‘11, 국제 갤러리(서울), 바젤, 스위스.
- 아트 바젤 ‘11 마이애미, 국제 갤러리(서울), 마이애미비치 컨벤션센터, 플로리다, 미국.
- FIAC ‘11, 국제 갤러리(서울), 그랑팔레, 파리, 프랑스.
- 코리안 랩소디: 역사와 기억의 몽타주, 리움삼성미술관, 서울.
- 개관기념전: 기(氣)가 차다 - 의(意)를 그리다, 대구미술관, 대구.
- 청 - Beyond the Blue, 갤러리 현대, 서울.
- 가을 명작 산책: 국립현대미술관 소장품, 전북도립미술관, 완주.
- KIAF ‘11, 샘터화랑(서울) & 조현화랑(부산) & 송아트갤러리(서울), 코엑스, 서울.
- 단색조의 회화 1, 공간퍼플, 파주 (~2012).

2012
- AHAF HK ‘12, 금산갤러리(서울), 만다린 오리엔탈, 홍콩.
- 코리안 아트쇼, 샘터화랑(서울), 뉴욕, 미국.
- 아트 바젤 ‘12, 국제갤러리(서울), 바젤, 스위스.
- 아트 토론토 2012, 샘터화랑(서울), 토론토, 캐나다.
- 한국의 단색화, 국립현대미술관, 과천.
- 한국의 단색화, 전북도립미술관, 완주.
- 여백, 말할 수 없는 것을 말하다, 박여숙화랑, 서울.
- 개관기념전: 오래된 미래, 문화체육관광부 주최, 한국공예디자인문화진흥원 주관, 문화역서울 284, 서울.
- KIAF ‘12, 표화랑(서울) & 샘터화랑(서울) & 조현화랑(부산) & 송 아트갤러리(서울), 코엑스, 서울.

2013
- White & White: Dialogue between Korea and Italy, Museo Carlo Bilotti, Rome, Italy.
- 프리즈 마스터스 2013, 국제갤러리(서울), 글로스터 그린-리젠트 파크, 런던, 영국.
- 아모리 쇼 2013, 국제갤러리(서울), 뉴욕, 미국.
- 아트 바젤 ‘13, 국제갤러리(서울), 바젤, 스위스.
- TEFAF 2013, 국제갤러리(서울), 마스트리히트, 네덜란드.
- FIAC ‘13, 국제갤러리(서울), 그랑팔레 미술관, 파리, 프랑스.
- 한국현대미술 60-70년대: 남관 & 김환기 & 유영국 & 이성자 & 김창렬 & 박서보 & 정상화 & 이우환, 갤러리 현대, 서울.
- G-SEOUL ‘13, 샘터화랑(서울), 그랜드힐튼 서울, 서울.
- KIAF 13, 표화랑(서울) & 샘터화랑(서울) & 조현화랑(부산) & UM 갤러리(서울), 코엑스, 서울.

2014
- Overcoming the Modern Dansaekhwa: The Korean Monochrome Movement, Alexander Gray Associates, New York, USA.
- From all Sides: Dansaekhwa on Abstraction, Blum and Poe(LA), LA, USA.
- TEFAF 2014, 국제갤러리(서울), 마스트리히트, 네덜란드.
- 아트 바젤 ‘14, 국제갤러리(서울), 바젤, 스위스.
- 프리즈 마스터스 2014, 국제갤러리(서울), 글로스터 그린-리젠트 파크, 런던, 영국.
- 상하이 현대아트페어 2014, 더 컬럼스 갤러리(서울), 샹하이전람중심, 상하이, 중국.
- CIGE 2014, 샘터화랑(서울), 국무전람대청, 베이징, 중국.
- 단색화의 예술, 국제갤러리, 서울.
- 종이에 실린 현대작가의 예술혼, 갤러리 현대, 서울.
- G-SEOUL ‘14 (국제아트페어), 조현화랑(부산), 동대문역사공원, 서울.
- 부산 비엔날레 2014 특별전: 비엔날레 아카이브, 부산문화회관, 부산.
- 개관 10주년 기념전: 교감, 리움삼성미술관, 서울.
- 사유로서의 형식: 드로잉의 재발견, 뮤지엄 SAN, 원주 (~2015).

2015
- 단색화, 아트이슈 프로젝트, 타이페이, 대만.
- 아방가르드 아시아: 한국 단색 미학, 소더비 전시장, 홍콩.
- 아트 바젤 ‘15, 국제갤러리(서울) & 갤러리 페로탕(파리) & 블룸 앤 포(LA), 바젤, 스위스.
- 아트 바젤 ‘15 마이애미, 국제갤러리(서울) & 갤러리 페로탕(파리), 마이애미비치 컨벤션센터, 플로리다, 미국.
- FIAC ‘15, 국제갤러리(서울) & 갤러리 페로탕(파리) & 화이트 큐브(런던), 그랑팔레 미술관, 파리, 프랑스.
- 단색화, 국제갤러리 주관, 팔라죠 콘타리니 폴리냑, 베니스, 이탈리아.
- 아부다비 아트 2015, 국제갤러리(서울) & 박여숙화랑(서울), 아부다비, 아랍에미리트.
- 한국현대미술의 테이블: II. 단색화 - 박서보 & 윤형근 & 이강소 & 이우환 & 이동엽 & 정상화 & 정창섭 & 하종현, 리안 갤러리, 대구.
- Séoul-Paris-Séoul: Artistes Coréen en France, Musée Cernuschi, Paris, France (~2016).

2016
- KM 9346 La Création Artistique Coréenne S’invite en Morbihan, Musée Domaine de Kerguéhennec, Morbihan, France.
- Dansaekhwa, The Boghossian Foundation - Villa Empain, Brussels, Belgium.
- New Beginnings: Between Gesture and Geometry, The George Economou Collection, Athens, Greece.
- 아트 바젤 ‘16, 국제 갤러리(서울) & 갤러리 페로탕(파리) & 화이트 큐브(런던), 바젤, 스위스.
- 아트 바젤 ‘16 홍콩, 국제 갤러리(서울) & 갤러리 페로탕(파리), 홍콩.
- 아트 바젤 ‘16 마이애미, 국제갤러리(서울) & 갤러리 페로탕(파리) & 화이트 큐브(런던), 마이애미비치 컨벤션센터, 플로리다, 미국.
- Art Stage Jakarta 2016, Galerie Perrotin(Paris), Jakarta, Indonesia.
- KINTEX Spoon Art Show 2016, 금산갤러리(서울), 킨텍스, 일산.
- 한국 근·현대미술 11인, 노화랑, 서울.
- 한·불 수교 130주년 기념 특별전 2부: 국내 재불작가 교류전 - 그 때 그 시절을 기억하며, 영은미술관, 광주.
- 애프터 드로잉, 현대 갤러리, 서울.

2017
- 단색의 리듬: 한국의 추상, 도쿄 오페라시티 문화재단 주최, 도쿄 오페라시티 아트 갤러리, 도쿄, 일본.
- 아트 바젤 ‘17, 국제 갤러리(서울) & 갤러리 페로탕(파리), 바젤, 스위스.
- 아트 바젤 ‘17 홍콩, 국제 갤러리(서울) & 갤러리 페로탕(파리) & 조현화랑(부산), 홍콩.
- 아트 바젤 ‘17 마이애미, 국제갤러리(서울) & 도쿄화랑(도쿄) & 갤러리 페로탕(파리) & 화이트 큐브(런던), 마이애미비치 컨벤션센터, 플로리다, 미국.
- 개관 1주년기념 특별기획전: 그의 친구들 7080, 제주도립김창렬미술관, 제주.

2018
- 한국: 5인의 작가 다섯가지 흰색, 도쿄갤러리+BTAP, 도쿄, 일본.
- 아트 바젤 18, 국제 갤러리(서울) & 갤러리 페로텡(파리) & 도쿄갤러리+BTAP(도쿄) & 나탈리 세루시(파리), 바젤, 스위스.
- 아트 바젤 ‘18 홍콩, 국제 갤러리(서울) & 갤러리 페로텡(파리) & 도쿄갤러리+BTAP(도쿄), 홍콩.
- 아트 바젤 18 마이애미, 국제 갤러리(서울) & 갤러리 페로텡(파리), 마이애미, 미국.
- 프리즈 마스터스 2018, 국제갤러리(서울), 글로스터 그린 - 리젠트 파크, 런던, 영국.
- FIAC ‘18, 국제갤러리(서울) & 갤러리 페로탕(파리) & 화이트 큐브(런던), 그랑팔레 미술관, 파리, 프랑스.
- 웨스트 번드 아트 앤 디자인 2018, 국제 갤러리(서울), 상하이, 중국.
- 대구 EXCO, 박여숙화랑(서울) & 국제 갤러리(서울), 대구.
- KIAF '18, 국제갤러리(서울) & 조현화랑(부산), 코엑스, 서울.
- 한국의 추상미술: 김환기와 단색화, 파워롱 미술관, 상하이, 중국 (~2019).

2019
- 타이페이 현대와 아이디어, 조현화랑(부산), 타이페이.
- 제1회 프리즈 로스엔젤레스 ‘19, 국제화랑(서울), 파라마운트사, LA, 미국.
- 아트 바젤 홍콩 ‘19, 국제 갤러리(서울), 화이트 큐브(런던), 갤러리 페로탕(파리) & 도쿄 갤러리(도쿄), 홍콩.
- 아트 바젤 ‘19, 국제 갤러리(서울), 화이트 큐브(런던), 갤러리 페로탕(파리) & 도쿄 갤러리(도쿄), 바젤, 스위스.
- On Art, Economy and Materiality, Cranbrook Art Museum, Bloomfield Hills, MI, USA.
- KIAF '19, 국제갤러리(서울) & 조현화랑(부산), 코엑스, 서울.
- FIAC ‘19, 국제갤러리(서울) & 갤러리 페로탕(파리) & 화이트 큐브(런던), 그랑팔레 미술관, 파리, 프랑스.
- Marking Time: Process in Minimal Abstraction, Solomon R. Guggenheim Museum, New York, USA.

2020
- 타이페이 당다이 아트페어 2020, 국제화랑(서울) & 조현화랑(부산), 타이페이, 대만.
- 프리즈 로스앤젤레스 2020, 국제화랑(서울), 로스 앤젤레스, 미국.
- 동방의 제스처 : 5인의 한국 아방가르드, 뎁아트 갤러리, 밀라노, 이탈리아.
- 텅 빈 충만, 박여숙화랑, 서울.
- 현대 HYUNDAI 50 PART 1, 갤러리 현대, 서울.
- 9 Korean Masters, 샘터화랑, 서울.
- 명상 Mindfulness 中 박서보, 10F0, 남산 피크닉 갤러리, 서울.
- 윤형근과 손상기의 만남, 그리고 그의 친구들, 샘터화랑, 서울.
- 토끼방향 오브젝트, 아트플랜트아시아, 덕수궁, 서울
- 미지(未知)에의 도전, 현대미술가협회, 제주도립 김창열 미술관, 제주.

2021
- Park Seo-Bo und Adolf Frohner, Paris 1961, Frohner Museum, Krems-Stein, Austria.
- 공명_자연이 주는 울림, 호림미술관, 서울.
- 자문밖 미술관 프로젝트, 가나아트센터, 서울.
- 20세기 전설의 추상회화, 노화랑, 서울.

2022
- A Narrative of Korean Art : 한국미술의 서사, 두손갤러리, 서울.
- 더 오리지널 II, 아트조선스페이스, 서울.
- 박서보 & 길성, 국제갤러리, 서울.
- Park Seo-Bo, Danh Vo and Isamu Noguchi, Fondazione Querini Stampalia, Venice, Italy.
- 그때 그리고 지금 : 1992 - 현재, 갤러리신라, 대구.
- Four Poems : Korean Abstraction, Helen J Gallery, LA, USA.

2023
- Origin,Emergence, Return, Johyun Gallery, Rockefeller Center, New York, USA.

## 미술관 소장

### 해외 미술관
| - Musée Cernuschi, Musée des Arts de l'Asie de la Ville de Paris, Paris, France. - Pola Museum of Art, Hakone, Japan. - The Art Institute of Chicago, Chicago, USA. - The Museum of Modern Art (MOMA), NY, USA. - Hirshhorn Museum and Sculpture Garden, Washington D.C, USA. - Solomon R. Guggenheim Museum, NY, USA. - Guggenheim Abu Dhabi, Abu Dhabi, UAE. - M+ Museum, Hong Kong. | - Yuz Foundation, Shanghai, China. - Mie Prefectural Art Museum, Mie, Japan. - Shimonoseki City Art Museum, Shimonoseki, Japan. - The Museum of Contemporary Art, Hiroshima, Japan. - The Museum of Modern Art, Toyama, Japan. - Ohara Museum, Kurashiki, Japan. - Museum of Contemporary Art, Tokyo, Japan. - Fukuoka Art Museum, Fukuoka, Japan. |

### 국내 미술관
| - 대구미술관, 대구. - 경기도미술관, 안산. - 제주현대미술관, 제주도. - 뮤지엄 산, 원주. - 포스코미술관, 서울. | - 토탈미술관, 서울. - 서울시립미술관, 서울. - 부산시립미술관, 부산. - 갤러리63, 서울. - 광주직할시립미술관, 광주. | - 한림미술관, 대전. - 이화여자대학교박물관, 서울. - 선재현대미술관, 경주. - 서귀포시립기당미술관, 제주도. - 워커힐아트센터, 서울. | - 국립현대미술관, 과천. - 리움삼성미술관, 서울. - 홍익대학교현대미술관, 서울. |

## 가족 관계
- 배우자: 윤명숙
  - 아들: 박승조, 박승호
  - 딸: 박승숙

## 같이 보기
- 한국미술협회

## 참고 문헌
- <Overcoming the Modern Dansaikhwa: The Korean Monochrome Movement>, Alexander Gray Associates, 2014.
- <Contemporary Korean Art: Tansaekhwa and the Urgency of Method>, Joan Kee, University of Minesota Press, 2013.
- <Park Seo-Bo from Avant-Garde to Ecriture>, Kate Lim, BooksActually, 2014.
- <The Color of Nature: Monochrome Art in Korea>, Soon Chun Cho & Barbara Bloemink, Assoline, 2008.
- <박서보: 앵포르멜에서 단색화까지>, 서성록, 도서출판 재원, 2000.
- <Working with Nature: Traditional Thought in Contemporary art from Korea>, Tate Gallery Liverpool, 1992.
- <권태를 모르는 위대한 노동자>, 박승숙, 인물과사상, 2019.
- <PARK SEO-BO: écriture>, Jin Joo Lee & Rosa Maria Falvo, Rizzoli New York, 2021.